# بين تومسون (لاعب كرة قدم أسترالية)
بين تومسون (بالإنجليزية: Ben Thompson)‏ هو لاعب كرة قدم أسترالية بريطاني، ولد في 4 سبتمبر 1973.

## وصلات خارجية
- بين تومسون على موقع AustralianFootball.com (الإنجليزية)
- بين تومسون على موقع AFLtables.com (الإنجليزية)